# Adam Sahrmann
Adam Sahrmann (* 1885 in Landau in der Pfalz; † nach 1938) war ein deutscher Historiker und Gymnasialpädagoge.

## Leben
Adam Sahrmann studierte Geschichte an der Universität München, wo er 1911 nach einer Dissertation über die Politik Friedrichs des Großen zum Doktor der Philosophie promoviert wurde. Er arbeitete fortan als Autor historischer Werke. Nach der Suspendierung von Carl Friedrich Müller-Palleske wählte der Stadtrat von Landau in der Pfalz 1912 Sahrmann zum Stadtbezirksschulinspektor und bestellte ihn als zweiten Nachfolger von Christian Friedrich Maurer zum Leiter der örtlichen Höheren Töchterschule, die später in Max-Slevogt-Gymnasium umbenannt wurde. Da die Schule seit ihrer Gründung jüdische Schülerinnen willkommen hieß und Sahrmann sich in dieser Tradition nicht mit der NS-Schulpolitik identifizieren konnte, musste er 1938 von der Leitung zurücktreten.

## Historisches Werk
Als Historiker war Sahrmann als minutiöser Archivforscher bekannt. Eines seiner Spezialgebiete umfasste dynastische Erbfolgen. „Adam Sahrmann hat 1912 aus den Archiven in Bamberg, Berlin und München es als das wesentliche Verdienst Friedrichs des Großen herausgearbeitet, daß 1791/92 Preußen reibungslos die Erbfolge in Ansbach-Bayreuth antreten konnte.“ Ein weiteres Forschungsfeld Sahrmanns betraf die Frage, durch welche diplomatischen Aktionen das Königreich Bayern nach dem Sieg der verbündeten Mächte über Napoleon und dem Wiener Kongress von 1815 seine linksrheinischen Gebiete, die so genannte Bayrische Pfalz, zugesprochen bekam. Sahrmanns diesbezügliche Studie Pfalz oder Salzburg gilt als „klare und flüssige Darstellung der von 1813–1816 geführten Verhandlungen, die Bayern – sehr gegen den Willen seiner Politiker – in den Besitz der Pfalz gebracht haben“, allerdings wurde Sahrmann auch vorgeworfen, sich als Historiker zu einseitig mit dem bayrischen Standpunkt zu identifizieren. 1930 veröffentlichte Sahrmann eine Untersuchung über das Hambacher Fest, das lange als Standardwerk galt und wiederholt aufgelegt wurde. Der überzeugte Demokrat Sahrmann bezeichnete die auf die Hambacher Forderung nach Freiheitsrechten folgenden staatlichen Repressionen als „Vernichtungskampf der Reaktion gegen die Volksrechte.“

## Werke
- Die Frage der preußischen Sukzession in Ansbach und Bayreuth und Friedrich der Große. Bayreuth 1912
- Pfalz oder Salzburg? Geschichte des territorialen Ausgleichs zwischen Bayern und Österreich von 1813–1819. München und Berlin 1921
- Beiträge zur Geschichte des Hambacher Festes 1832. Landau in der Pfalz 1930 (Neuausgabe: Vaduz 1978, ISBN 3-289-00156-3)